# Berlinkongressen

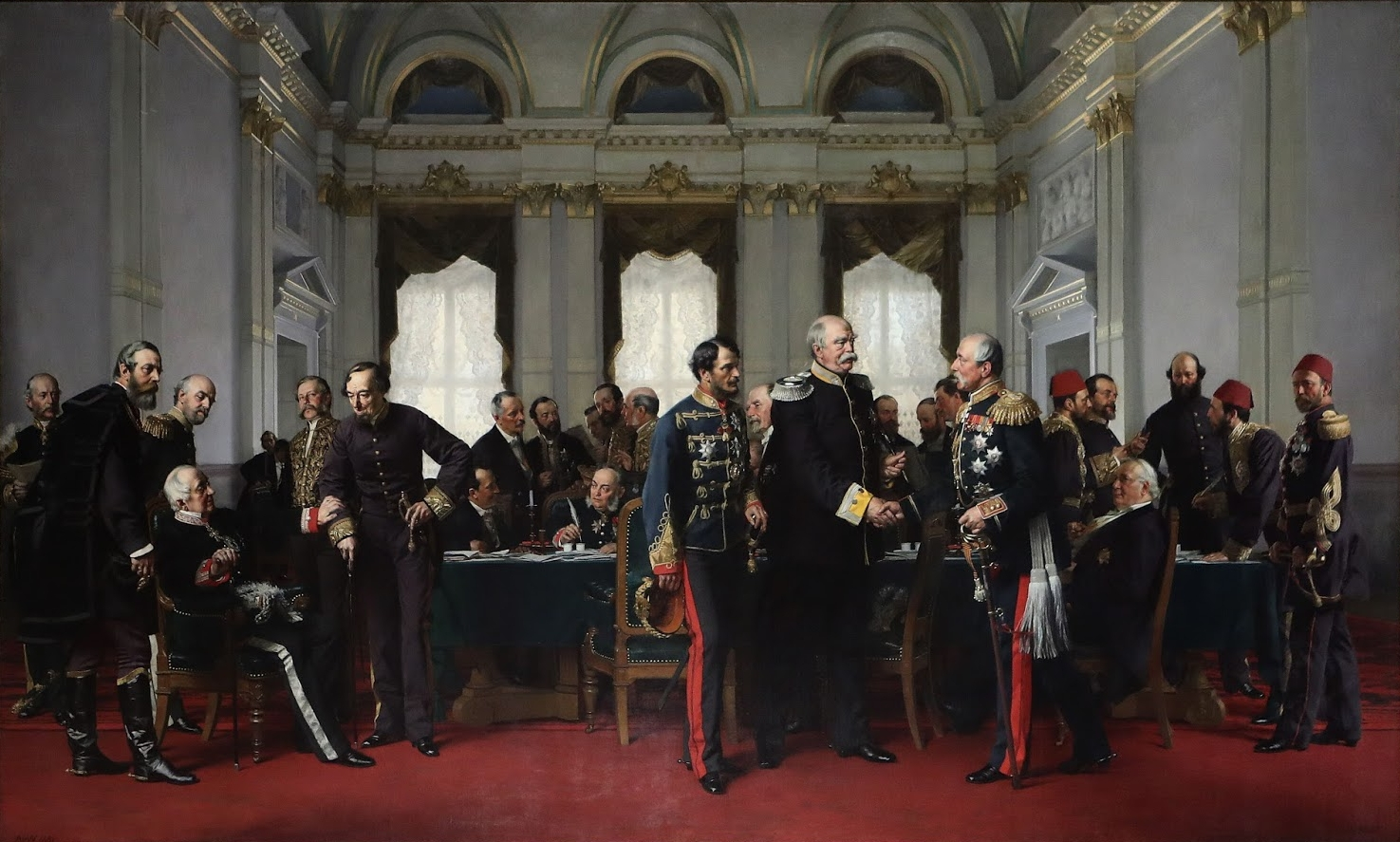
Berlinkongressen. Målning av Anton von Werner.

Berlinkongressen, var en sammankomst mellan representanter för Europas stormakter som hölls i Berlin mellan 13 juni och 13 juli 1878. Det huvudsakliga syftet med kongressen var att dela upp och organisera Balkan på ett sätt som de europeiska stormakterna kunde komma överens om. De viktigaste deltagarna var värdnationen Tyskland, Österrike-Ungern, Ryssland och Storbritannien. Trots att många frågor berörde Osmanska riket fick de inte delta aktivt, utan hade bara observatörer på plats. Deltagare från Frankrike, Italien, samt Serbien, Montenegro, Rumänien och Grekland var också på plats.

## Resultat
För Rysslands del innebar beslutet att landet fick betydligt mindre land än vad man förväntat sig som ett resultat av det rysk-turkiska kriget 1877–1878. Ryssland fick några mindre landområden i Bessarabien. En anledning var Tysklands, Österrike-Ungerns och Storbritanniens intressen av att begränsa Rysslands inflytande på Balkan.
Bulgarien fortsatte formellt att vara underställt Osmanska riket men blev i praktiken en självständig stat. Bulgarien erhöll det delvis självstyrande området Östrumelien, som ett sätt att begränsa rysk expansion. Serbien, Rumänien och Montenegro kom att bli helt självständiga från osmanerna och fick även betydande landområden genom freden, vilket innebar att de även i övrigt var positivt inställda till kongressens resultat.
Österrike-Ungerns ambitioner på Balkan stärktes genom att man fick mandat att ockupera Bosnien och Hercegovina, samt landområdet Sandžak mellan Serbien och Montenegro. Bosnien var till namnet en del av Osmanska riket, men förvaltades i praktiken av Österrike-Ungern. Alliansen med Tyskland bekräftades också genom kongressen, vilket 1879 ledde till dubbelalliansen.

## Deltagare
Några av representanterna vid kongressen var: 
- Otto von Bismarck för Tyskland
- Gyula Andrássy för Österrike-Ungern
- Benjamin Disraeli för Storbritannien
- Aleksandr Gortjakov för Ryssland
- Alexander Karatheodori Pasha för Osmanska riket
- William Henry Waddington för Frankrike
- Luigi Corti för Italien